# 대공습
대공습(영어: Into the White)은 2012년 개봉한 노르웨이의 반전 영화이다. 1940년 4월 27일 노르웨이 상공에서 전투 중 서로의 항공기를 추락시킨 영국 전투기 승무원들과 독일 폭격기 승무원들의 이야기를 담고 있다.

## 캐스팅
- 다비트 크로스 - 요제프 아우흐토어(Josef Auchtor) 역
- 스티그 헨리크 호프 - 카를하인츠 슈트룽크(Karl-Heinz Strunk) 역
- 플로리안 루카스 - 호르스트 쇼피스(Horst Schopis) 역
- 루퍼트 그린트 - 로버트 스미스(Robert Smith) 역